# Regius Professor of Civil Law (Oxford)
Regius Professorship of Civil Law, grundad omkring 1541, är en av de äldsta professurerna vid universitetet i Oxford.
Professuren instiftades av Henrik VIII, som samtidigt instiftade ytterligare fyra poster som Regius Professor.

## Innehavare
- omkring 1541–1557: John Story (större delen av tiden tillsammans med andra)
- 1546–1553: Robert Weston (tillsammans med John Story)
- 1553–1559: William Aubrey (till att börja med tillsammans med John Story)
- 1559–1566: John Griffith
- 1566–1577: Robert Lougher
- 1577–1586: Griffith Lloyd
- 1586–1587: William Mowse
- 1587–1608: Alberico Gentili
- 1611–1620: John Budden
- 1620–1661: Richard Zouch
- 1661–1712: Giles Sweit
- 1672–1712: Thomas Bouchier
- 1712–1736: James Bouchier
- 1736–1752: Henry Brooke
- 1753–1767: Herbert Jenner
- 1767–1789: Robert Vansittart
- 1789–1796: Thomas Francis Wenman
- 1796–1809: French Laurence
- 1809–1855: Joseph Phillimore
- 1855–1870: Sir Travers Twiss
- 1870–1893: James Bryce
- 1893–1919: Henry Goudy
- 1919–1948: Francis de Zulueta
- 1955–1970: David Daube
- 1971–1988: Tony Honoré
- 1989–2004: Peter Birks
- 2006–2014: Boudewijn Sirks
- 2015–: Wolfgang Ernst